# 헤밍웨이 인 하바나
《헤밍웨이 인 하바나》(Papa Hemingway in Cuba)는 캐나다에서 제작된 밥 야리 감독의 2015년 드라마 영화이다. 지오바니 리비시 등이 주연으로 출연하였고 아만다 하비 등이 제작에 참여하였다. 이 영화는 1950년대의 쿠바 하바나에서 어니스트 헤밍웨이의 생애 속 사건들에 기반을 두고 있다. 이 영화는 전반적으로 평가가 그다지 호의적이지 않았다.

## 출연

### 주연
- 지오바니 리비시
- 조엘리 리차드슨
- 애드리언 스파크스
- 민카 켈리

### 조연
- 제임스 레마
- 샤운 토웁
- 안소니 몰리너리
- 이니스 케이시
- 로드리고 오브레건
- 조셉 버토트

## 기타
- 사운드슈퍼바이저: 스티븐 이바
- 미술: 아라미스 발레보나 레시오
- 세트: 페페 아마트
- 의상: 제인 앤더슨
- 배역: 리비아 바티스타
- 배역: 오달리스 가르시아

## 같이 보기
- 어니스트 헤밍웨이
- 쿠바 혁명